# Вербена лекарственная
Вербе́на лекарственная (лат. Verbéna officinalis) — вид травянистых растений рода Вербена семейства Вербеновые, распространён в Северном полушарии, Африке, Австралии.

## Названия
Народные названия: железница, железняк, червонные зирки, суха нехворощ, колдовское растение, а также святая трава и слеза Юноны.

## Ботаническое описание

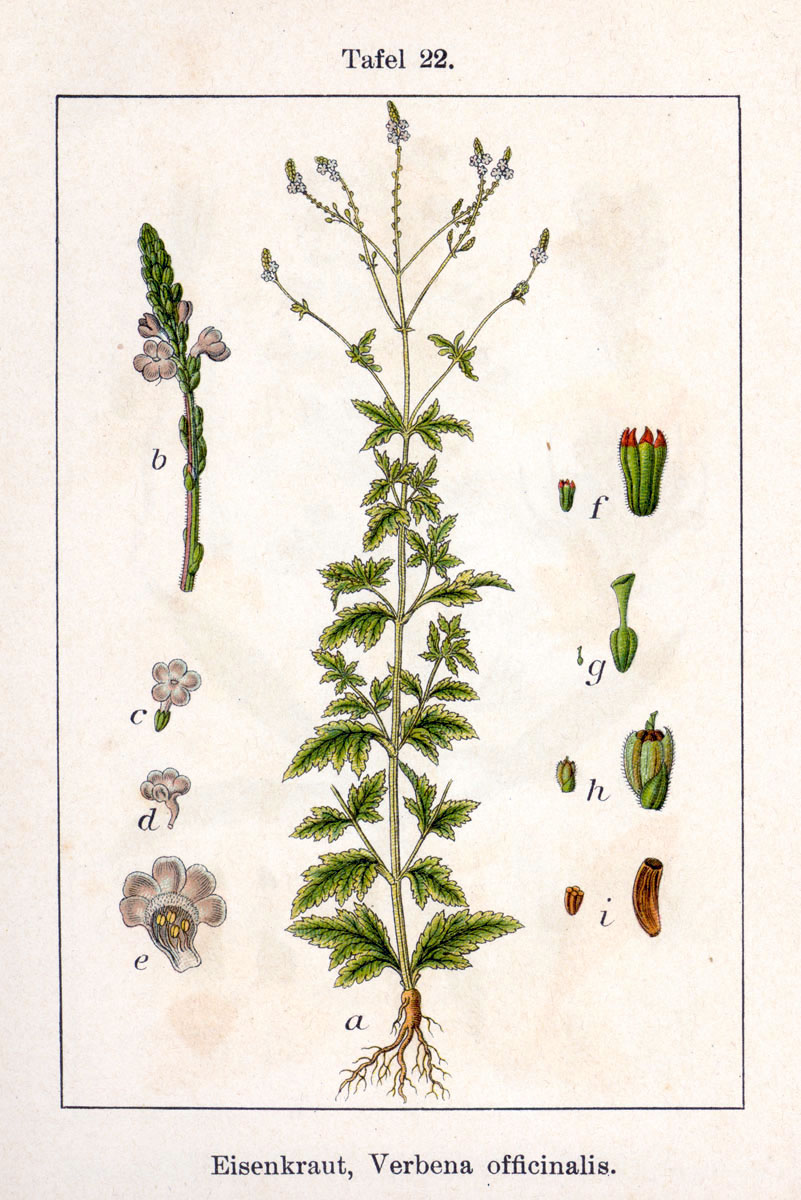
Вербена лекарственная.
Ботаническая иллюстрация Якоба Штурма из книги «Deutschlands Flora in Abbildungen», 1796

Вербена лекарственная — многолетнее травянистое растение высотой 30—60 см с мощным корнем.
Стебель прямостоящий, к верху разветвляющийся, четырёхгранный, по граням покрыт прижатыми волосками.
Листья супротивные, на коротких черешках. Нижние черешковые, перистонадрезанные, по краям крупнозубчатые с тупыми зубцами. Средние листья трёхраздельные с неровно-городчато-нарезными долями с туповатыми зубцами, из которых средний крупнее боковых. Верхние листья — сидячие, продолговатые, надрезанно-городчатые, верхушечные цельнокрайные. Пластинка листа яйцевидно-продолговатой формы, к основанию клиновидно суженная, с обеих сторон шероховато-волосистая.
Цветки собраны в длинные колосовидные соцветия, наверху — в крупную, редкую метёлку. Соцветия развиваются из пазух средних и верхних стеблевых листьев. Прицветники острые, ланцетные или яйцевидные. Чашечка волосистая с короткими острыми зубцами. Венчик светло-лиловый, реже пурпурный, пятилопастный; трубка цилиндрическая; верхние три лопасти более крупные, почти вдвое длиннее чашечки.
Плоды — продолговато-линейные, двухгранно-выпуклые, морщинистые, бурые или коричневатые орешки.
Цветёт в июне—июле, плодоносит в августе—сентябре.

## Химический состав растительного сырья
Все части вербены лекарственной содержат: эфирное масло, растворимую кремниевую кислоту, горечи, дубильные вещества, слизь, а также иридоидгликозид (вербеналин, вербенин, аукубин, хастатозид), стероиды (ситостерин), тритерпеноиды (лупеол, урсоловая кислота), флавоноиды (артеметин), витамины, микроэлементы.
В листьях вербены лекарственной содержится витамин C.

## Распространение и экология
Родиной вербены лекарственной является Европа. Как завозное, растение встречается в умеренном и тропическом климате Азии и Африке, Австралии, Северной и Центральной Америке.
В России вербена лекарственная встречается в Европейской части России, на Кавказе, Урале.
Распространена повсеместно, но не в массовом количестве. Растение достаточно неприхотливо и способно подняться на высоту до 1200 метров над уровнем моря. Растёт на лугах, опушках лесов, по берегам ручьёв, рек и морей, по ущельям, балкам. На нарушенных территориях — при дорогах, на старых развалинах кирпичных домов, по окраинам полей, на засорённых местах, у заборов, на пустырях, среди посевов. В садах, на полях хлебных злаков и огородах на Кавказе растёт как сорное растение.

## Применение и значение
В кулинарии разные части растения кладут в соленья и маринады (при мариновании огурцов корни придают крепость и особый пряный запах). Надземная часть в период цветения идёт как суррогат чая, обладающего, кроме того, мягким желчегонным действием.

### Применение в медицине
В качестве лекарственного сырья используется надземная часть вербены, преимущественно во время цветения. В этот период в растении содержится максимально высокий процент эфирного масла с запахом камфоры, которое является источником вещества цитраля. Его спиртовой раствор (1 %-ный) используют при некоторых формах конъюнктивита, как гипотензивное, резерпиноподобное средство.
Благодаря одному из гликозидов — вербенамину — препараты вербены лекарственной обладают: вяжущим, болеутоляющим, тонизирующим, успокаивающим, потогонным, спазмолитическим, слабительным, желчегонным, общеукрепляющим, противовоспалительным, антисептическим, заживляющим, рассеивающим, рассасывающим, отхаркивающим, противоаллергическим и, в определённой степени, противолихорадочным, жаропонижающим действием, используется при гипотонии, упадке сил, анемии, скудных менструациях у женщин астенического телосложения, стимулирует лактацию, сокращения матки. Вербена повышает аппетит и улучшает пищеварение и деятельность печени, увеличивает секрецию желудочного сока, нормализует обмен веществ в организме.

### Применение в народной медицине
Вербена лекарственная широко применяется в народе в качестве лечебного средства.
В китайской, корейской и тибетской медицине вербена применяется как противоопухолевое средство при опухолях половых органов, как потогонное, при язвах, экземах. В Индии препараты вербены используют как контрацептивное средство, что подтверждено в эксперименте.
Препараты вербены назначают внутрь при острых респираторных заболеваниях, бронхите, ларингите, трахеите, хроническом гепатите, холецистите, желчекаменной болезни, хроническом гастрите с пониженным содержанием желудочного сока, ревматизме, зубной и головной боли, воспалении лёгких, гипотонии, лихорадке, болезнях печени, селезёнки, при атеросклерозе, тромбозах, как кардиотоническое средство, при нарушениях обмена веществ, анемии, как общеукрепляющее, диуретическое, лактогенное средство. Припарки из свежего, растёртого растения сразу же рассасывают гематомы. Чай из вербены пили при лихорадке, вызванной простудой или инфлюэнцей.
Настой травы применяют при болезни кожи: различные сыпи, чирьи, золотуху и чесотку, при некоторых расстройствах желудочно-кишечного тракта и в качестве болеутоляющего средства при воспалениях слизистой оболочки полости рта, зева и глотки, скрофуллезе, гепатите, а также от зубной боли; в виде ванн – при чесотке, ушибах.
Наружно используют в виде компрессов, примочек, обмываний при воспалительных заболеваниях кожи, сыпях, фурункулёзе и труднозаживающих ранах. Толчёные листья растения прикладывали к незаживающим ранам и ушибам. Корень приложенный к шее в виде пластыря, исцеляет золотуху, свинку и нарывы.
Кроме всего прочего, вербена лекарственная — активное противоцинговое средство: в её листьях содержится 100 мг % витамина С.
Эфирное масло вербены назначают при истощении и упадке сил, анемии, скудных и непродолжительных менструациях, воспалении печени.
Истолчённая и приготовленная в вине, вербена помогает против укусов змей. Если пить сок вербены с мёдом и тёплой водой, улучшается дыхание. От бешенства (водобоязни) следует пить кипячённые в вине стебли вербены.

## Исторические сведения
В средние века вербена служила настоящей панацеей: ею лечили эпилепсию, лихорадки, ангину, золотуху, болезни кожи, проказу, ушибы, она предохраняла также от любого заражения, что делало её воистину драгоценным средством во время эпидемий, столь частых в те времена.
Вербена являлась священной травой у галлов, персов, в Древних Греции и Риме, они давали ей громкие названия: «Слезы Изиды», «Кровь Меркурия» или «Трава Геркулеса».
На латыни название растения значило «священная ветвь» и стало использоваться для наименования всех ветвей, которыми увенчивали жрецов во время жертвоприношений, независимо от того, были ли это ветви лавра, мирта, вербены или оливковые ветви. Verbenaca, verbenae происходит от очень древнего индо-европейского корня, который в греческом дал rnabdos — лоза (более точно — «магический прут»). В те времена существовала традиция держать вербену в доме с целью изгнания злых духов, очищать её ветвями алтарь или дарить букет из вербены тому, кому желали всего хорошего.
В Галлии вербена (по-кельтски — ferfaen) пользовалась не меньшим успехом. Её употребляли не только в тех же целях, что в Риме, вербена предохраняла одновременно и от колдовства. Жители Галлии называли её «Яд дьявола». Срезав стебли в сумраке ночи, ими пользовались для окропления святой водой мест, где поселился дьявол. Ею очищали дома. Маги говорили, что, если натереться вербеной, все желания исполнятся. С её помощью они изгоняли лихорадку, излечивали ангину, золотуху, болезни кожи, проказу, ушибы. По их мнению, она предохраняет от любого заражения. Но чтобы достичь таких результатов, надо было собирать вербену вечером в сумерках, чтобы никто не видел (ни луна, ни солнце), и предложить земле в виде искупления соты с мёдом. К этому они добавляли, что ещё растущую вербену надо очертить железом по кругу, вырвать левой рукой и поднять в воздух. Высушить в темноте по отдельности листья, стебель и корень. Друиды собирали вербену до восхода солнца. По их мнению, надо рвать растение, когда Солнце в знаке Овна, высушить её и растереть в порошок. Сорванная в знаке Овна и смешанная с семенами годового мака, вербена излечивает эпилепсию.

## Классификация
Вербена лекарственная была описана Карлом Линнеем в 1753 году в книге Species plantarum. Научное название рода ссылается на древнеримское название вербена, присваиваемое жертвенным и жреческим растениям. Officinalis происходит от латинского officina — аптека.
Близка к видам Verbena urticifolia, Verbena lasiostachys, Verbena menthifolia и, возможно, Verbena hastata, являющимися диплоидами с 14 хромосомами.
Многие разновидности были описаны как отдельные виды, разновидности или подвиды. В настоящее время принимается следующая систематика:
- Verbena officinalis var. africana (R.Fern. & Verdc.) Munir
  - Verbena officinalis subsp. africana R.Fern. & Verdc.
- Verbena officinalis var. eremicola Munir
- Verbena officinalis var. gaudichaudii Briq.
- Verbena officinalis var. macrostachya (F.Muell.) Benth.
  - [syn.  Verbena macrostachya]
- Verbena officinalis var. monticola Munir
- Verbena officinalis var. officinalis L.
  - [syn.  Verbena domingensis]

Verbena halei иногда включается как разновидность или подвид Verbena officinalis. Но несмотря на внешнее подобие, данные биогеографии говорят об обратном, и исследования ДНК подтверждают это. Эти же исследования предполагают близость Verbena halei к Verbena macdougalii.

## Галерея
|                                                                   |  |  |
| Слева направо: Диаграмма цветка, нижняя и верхняя часть соцветия. |  |  |